# Mofetil micofenolato
Mofetil micofenolato ou Micofenolato de Mofetila é um fármaco imunomodulador utilizado para prevenção da rejeição em transplantes. Pode ser utilizado em combinação com sirolimus e também com glicocorticoides e um inibidor da calcineurina. Todavia, não pode ser utilizado conjuntamente com a azatioprina.

## Mecanismo de ação
O fármaco transforma-se em ácido micofenólico no organismo, desta forma considera-se que o mofetil micofenolato é um pró-fármaco. O ácido micofenólico é um inibidor seletivo, não-competitivo e reversível da desidrogenase do monofosfato de inosina, crucial na síntese de guanina, sendo os linfócitos B e T ligados a esta via.

## Toxicidade
- Efeitos gastrointestinais
- Efeitos hematológicos
- Sepse (por citomegalovírus)
- Outras infecções